# Cayos de Francisquí
Cayos Francisquí, también conocidos como Cayos Franciskí, es el nombre de un grupo de cayos del mar Caribe que forman parte del parque nacional Archipiélago de Los Roques, al norte de Venezuela. Administrativamente, como parte del archipiélago de Los Roques, pertenecen al territorio insular Francisco de Miranda. Se cree que su nombre proviene de la corrupción de su nombre en inglés Francis Key (literalmente Cayo Francisco) Los 3 cayos alcanzan una superficie total de 72 hectáreas (equivalentes a 0,72 kilómetros cuadrados). 

## Ubicación
Se ubican en el Caribe venezolano, al norte de la ciudad de Caracas, al oeste del cayo Nordisquí y al noreste de la isla de Gran Roque, en el extremo norte del parque nacional Archipiélago Los Roques.

## Islas integrantes
Se trata de tres cayos cercanos de origen coralino:
- Francisquí de Abajo (15 hectáreas)
- Francisquí del Medio  (14 hectáreas)
- Francisquí de Arriba (o Cayo Francés, 43 hectáreas)

## Turismo
Debido a su cercanía a Gran Roque se han convertido en un popular destino turístico, siendo una de las mayores atracciones del archipiélago con sus playas de arena blanca y una piscina natural. Se practica el buceo, el snorkeling y el kitesurfing.